# Hydrobiosella mouensis
Hydrobiosella mouensis là một loài Trichoptera trong họ Philopotamidae. Chúng phân bố ở miền Australasia.